# كينيتشي ياماموتو
كينيتشي ياماموتو (باليابانية: 山本兼一) (23 يوليو 1956، كيوتو في اليابان - 13 فبراير 2014، كيوتو في اليابان)؛ روائي ياباني.